# Gometz-la-Ville
Gometz-la-Ville ist eine französische Gemeinde mit 1.512 Einwohnern (Stand 1. Januar 2022) im Département Essonne in der Region Île-de-France; sie gehört zum Arrondissement  Palaiseau und zum Kanton Gif-sur-Yvette. Die Gemeinde gehört zum Regionalen Naturpark Haute Vallée de Chevreuse. Im Gemeindegebiet entspringt das Flüsschen Salmouille.

## Nachbargemeinden
| Saint-Rémy-lès-Chevreuse | Gif-sur-Yvette                              | Gometz-le-Châtel |
| Les Molières             | Kompassrose, die auf Nachbargemeinden zeigt | Gometz-le-Châtel |
| Limours                  | Briis-sous-Forges                           | Janvry           |

## Bevölkerungsentwicklung
| Jahr                      | 1962 | 1968 | 1975 | 1982 | 1990 | 1999 | 2007 | 2011 |
| Einwohner                 | 376  | 325  | 608  | 809  | 887  | 984  | 1190 | 1387 |
| Quelle: Cassini und INSEE |      |      |      |      |      |      |      |      |

## Städtepartnerschaften
- High Ham, England, seit 1995

## Sehenswürdigkeiten
- Kirche Saint-Germain aus dem 13. Jahrhundert
- Reste der Versuchsstrecke für den Aérotrain nach Limours

## Persönlichkeiten
- Louis Malet de Graville (1483–1516), Herr von Gometz